# Красотки (семейство)

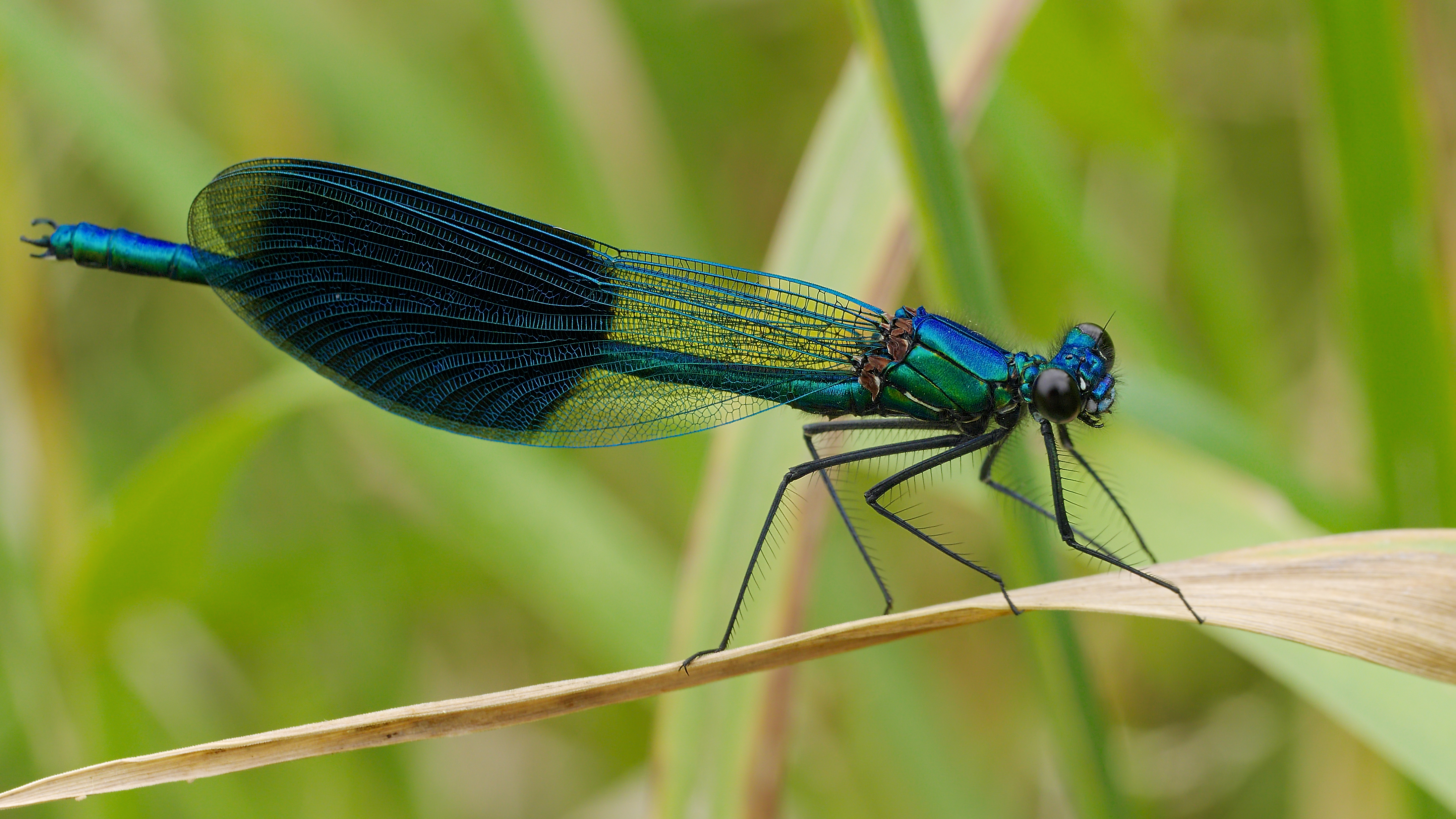
Красотка блестящая (Calopteryx splendens)

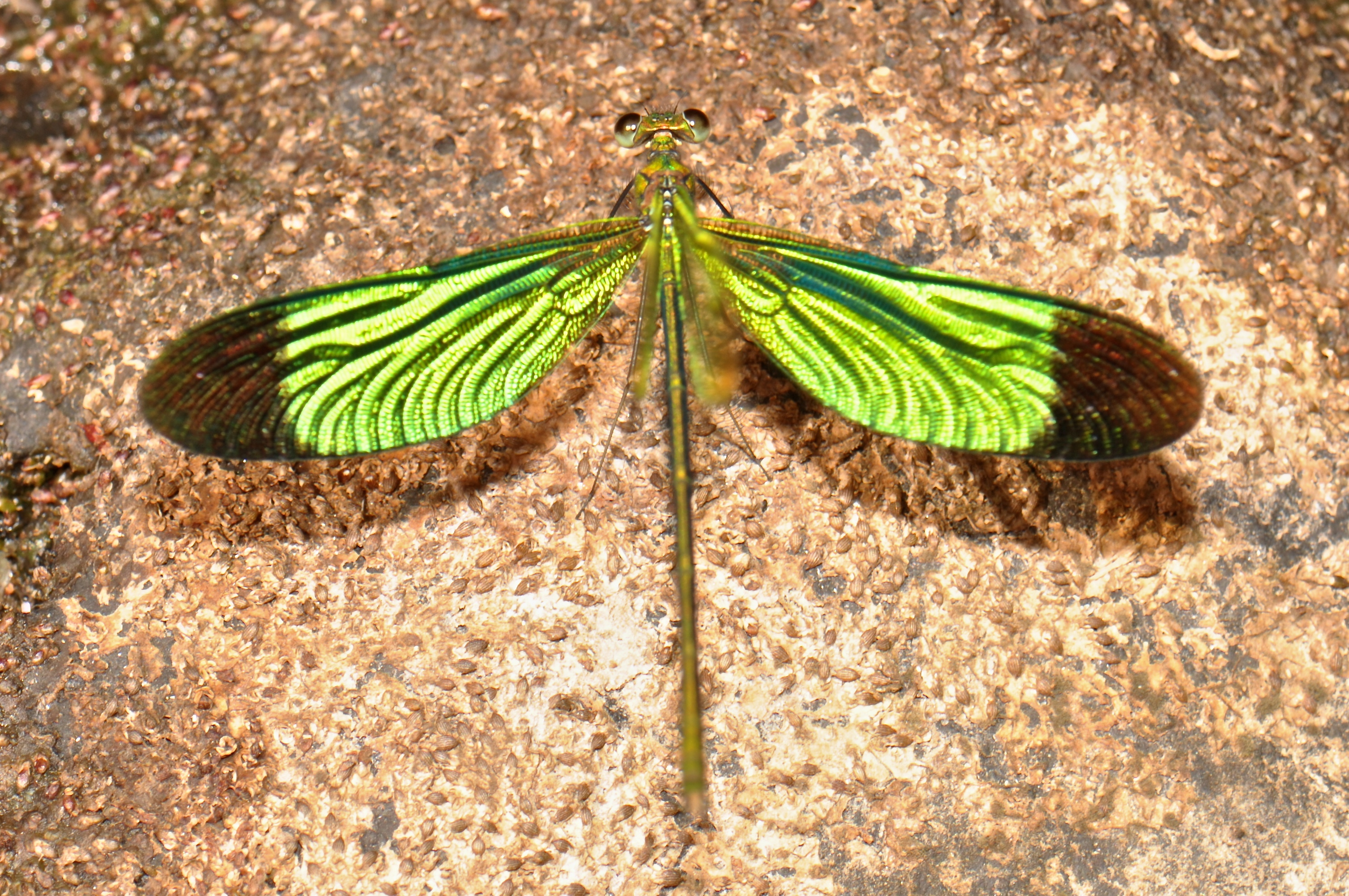
Neurobasis chinensis

Красотки (лат. Calopterygidae), — семейство стрекоз из подотряда равнокрылых.

## Этимология
Научное название происходит от др.-греч. καλός — красивый, и πτερόν — крыло, перо.

## Описание
Стрекозы средних размеров; обычно в длину достигают 35—66 мм. Крылья имеют тёмную окраску. Основание крыльев стебельчатое. У самцов нет крылового глазка, у самки на его месте светлое пятно (ложный крыловой глазок).

## Экология
Нимфы живут, как правило, в реках. Взрослых стрекоз-красоток можно встретить на растительности возле водоёмов. Нимфы и имаго охотятся на насекомых и других беспозвоночных.

## Классификация
Небольшое семейство, разделяемое на 2 подсемейства, содержащих 21 род с примерно 187 видами:
Семейство Calopterygidae Selys, 1850
- Подсемейство Calopteryginae Selys, 1850
  - Триба Caliphaeini Fraser, 1929
    - Caliphaea Hagen, 1859)

  - Триба Calopterygini Selys, 1850
    - Atrocalopteryx Dumont et al., 2005
    - Calopteryx Leach, 1815
    - Matrona Selys, 1853
    - Matronoides Foerster, 1897
    - Neurobasis Selys, 1853

  - Триба Iridictyonini Dumont et al., 2005
    - Iridictyon Needham & Fisher, 1940

  - Триба Mnaisini Ishida, 1996
    - Archineura Kirby, 1894
    - Echo Selys, 1853
    - Mnais Selys, 1853
    - Psolodesmus McLachlan, 1870

  - Триба Noguchiphaeini Dumont et al., 2005
    - Noguchiphaea Asahina, 1976

  - Триба Saphoini Dumont et al., 2005
    - Phaon Selys, 1853
    - Sapho Selys, 1853
    - Umma Kirby, 1890
      - Umma gumma Dijkstra, Mézière & Kipping, 2015

  - Триба Vestalini Needham, 1903
    - Vestalaria May, 1935
    - Vestalis Selys, 1853
- Подсемейство Hetaerininae Tillyard & Fraser, 1939
  -     - Bryoplathanon Garrison, 2006
    - Hetaerina Hagen, 1853
    - Mnesarete Cowley, 1934
    - Ormenophlebia Garrison, 2006

## Фото

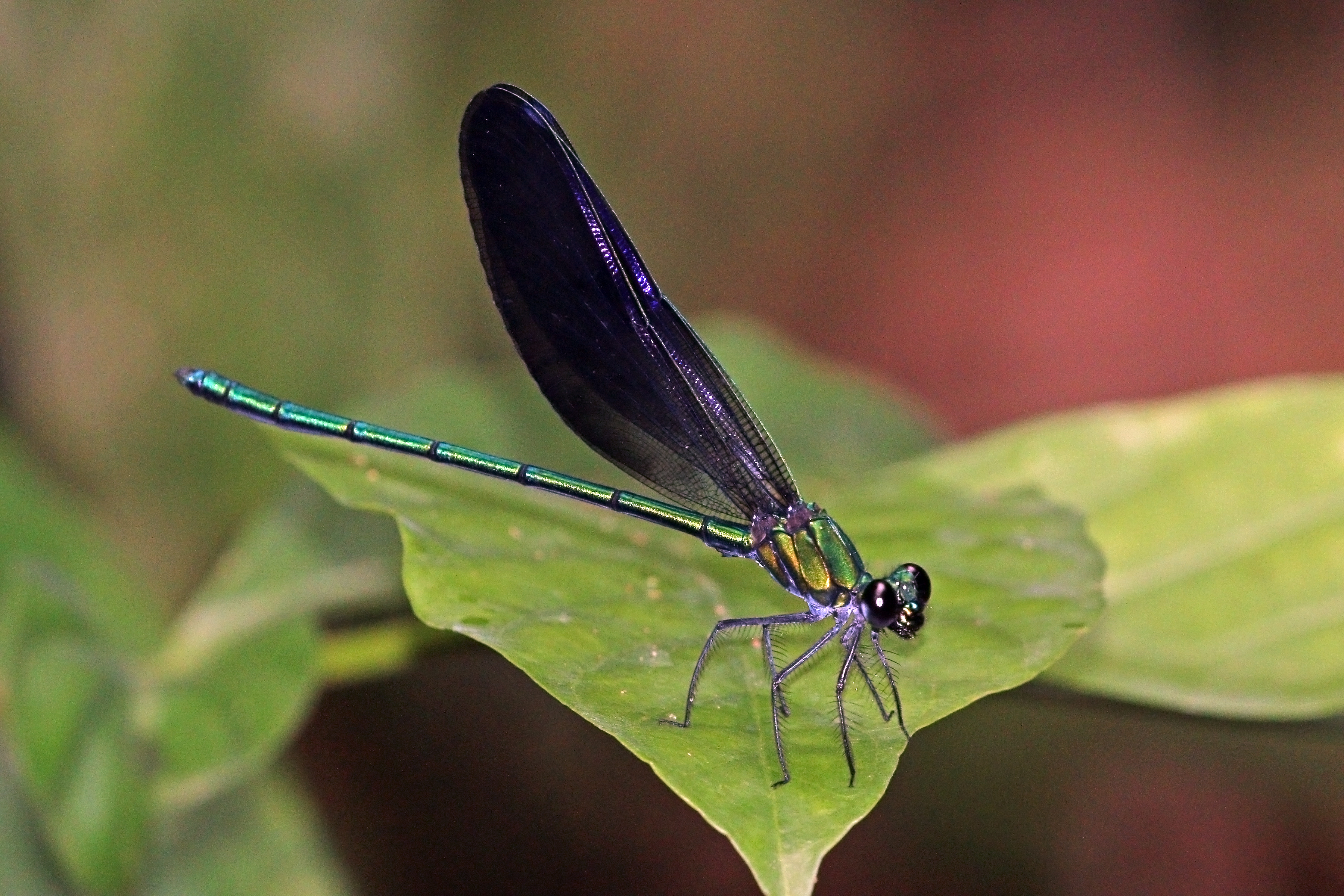
Sapho ciliata
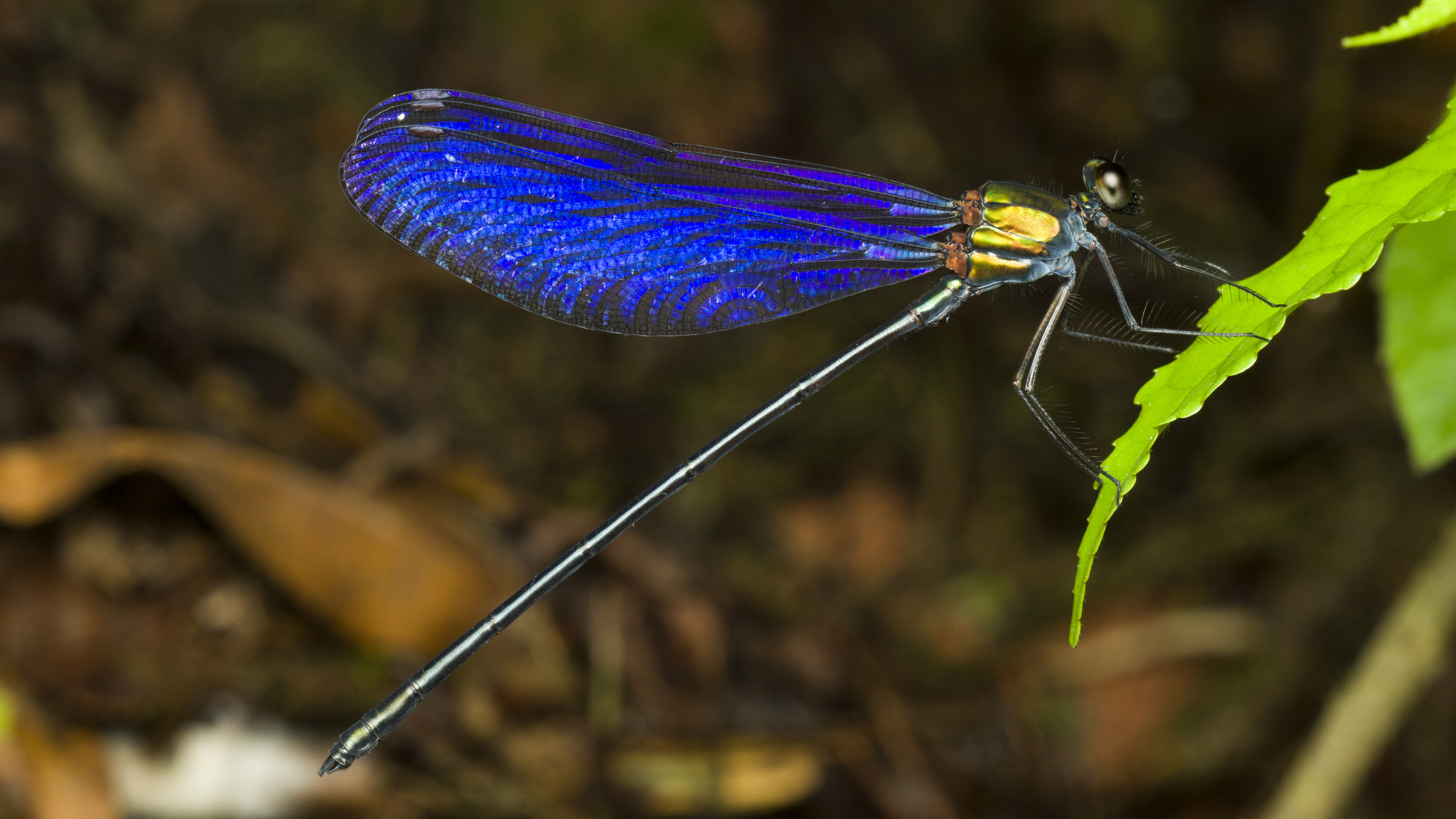
Vestalis amethystina
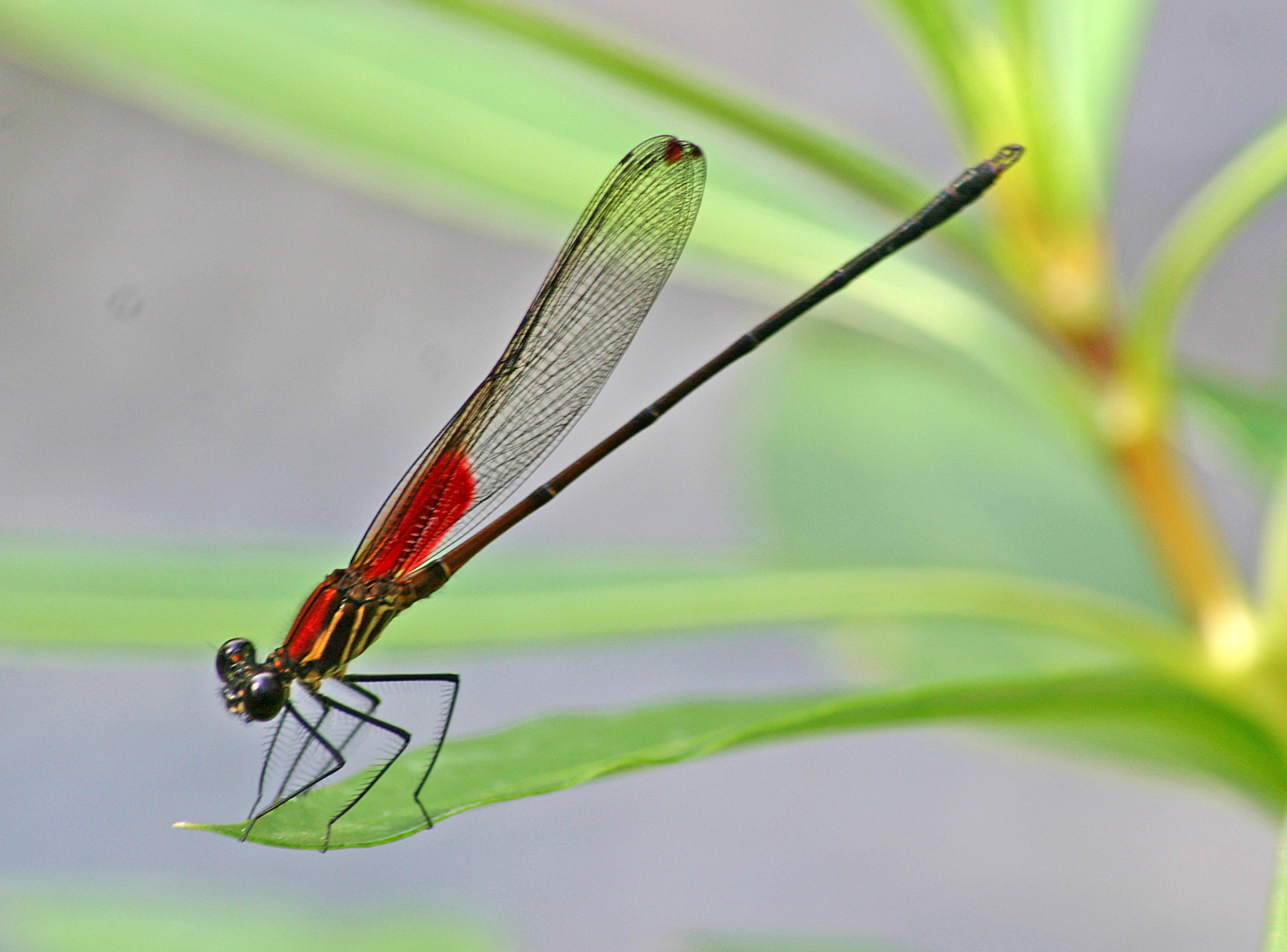
Hetaerina occisa
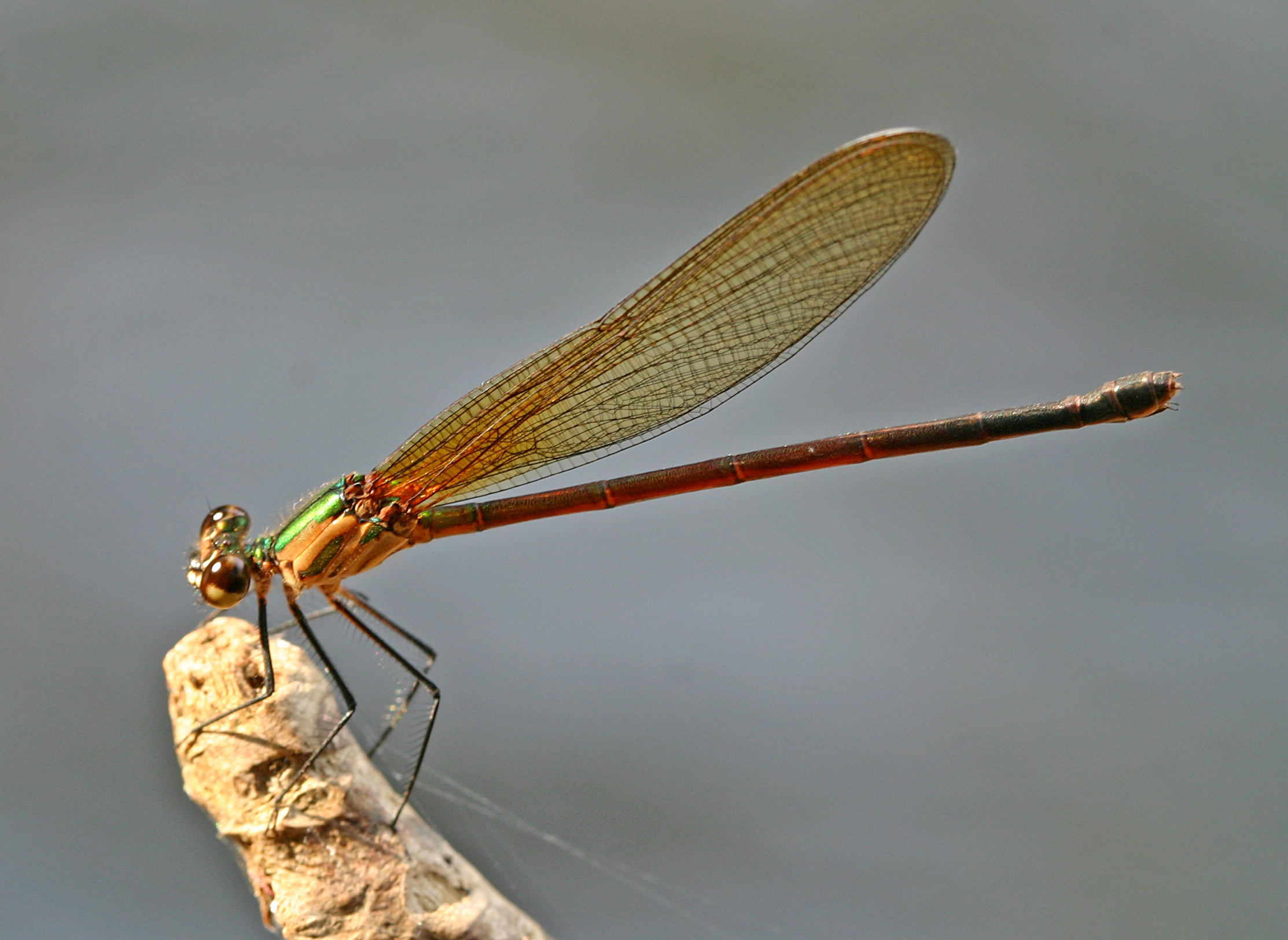
Hetaerina cruentata
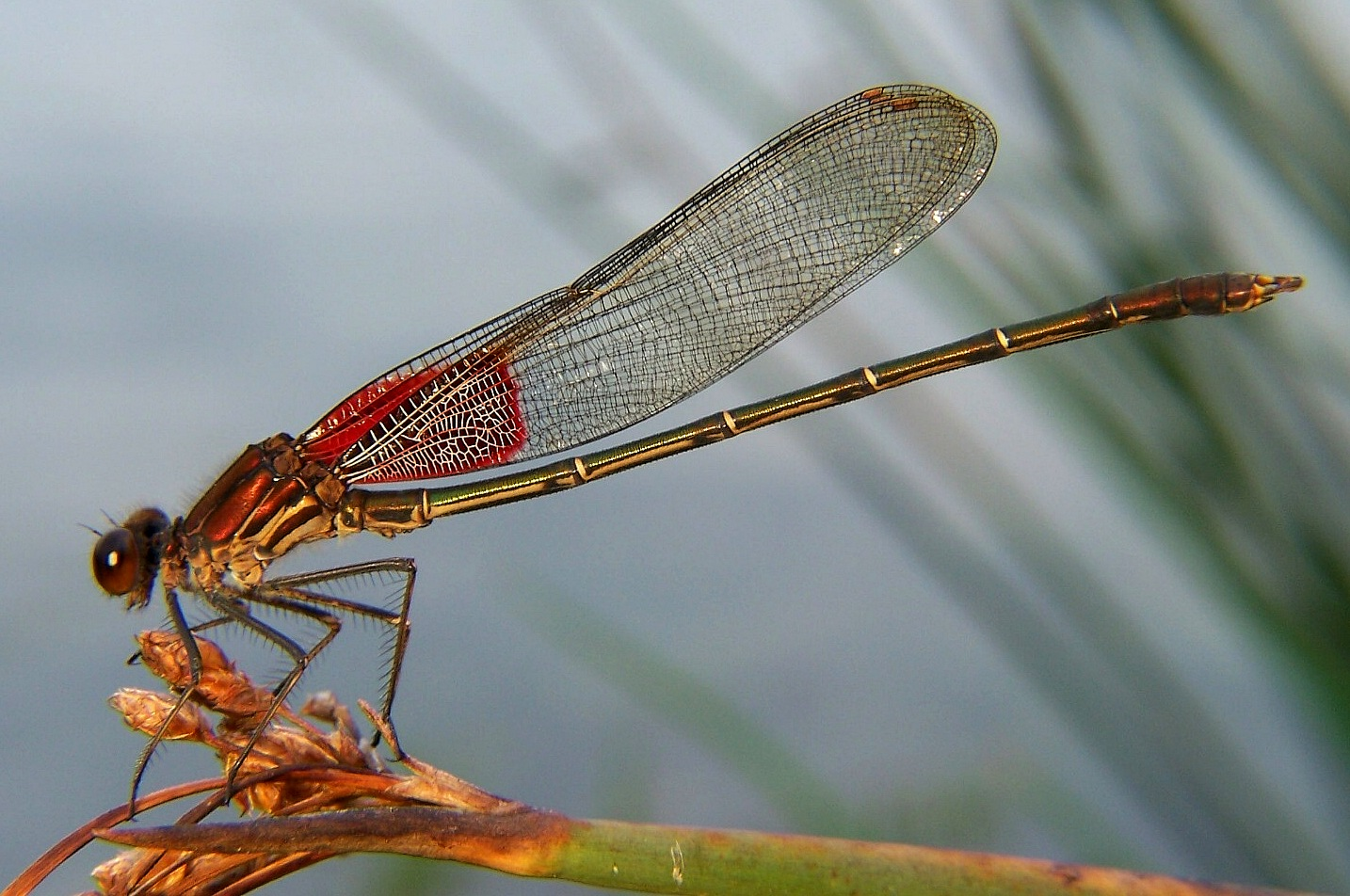
Hetaerina americana
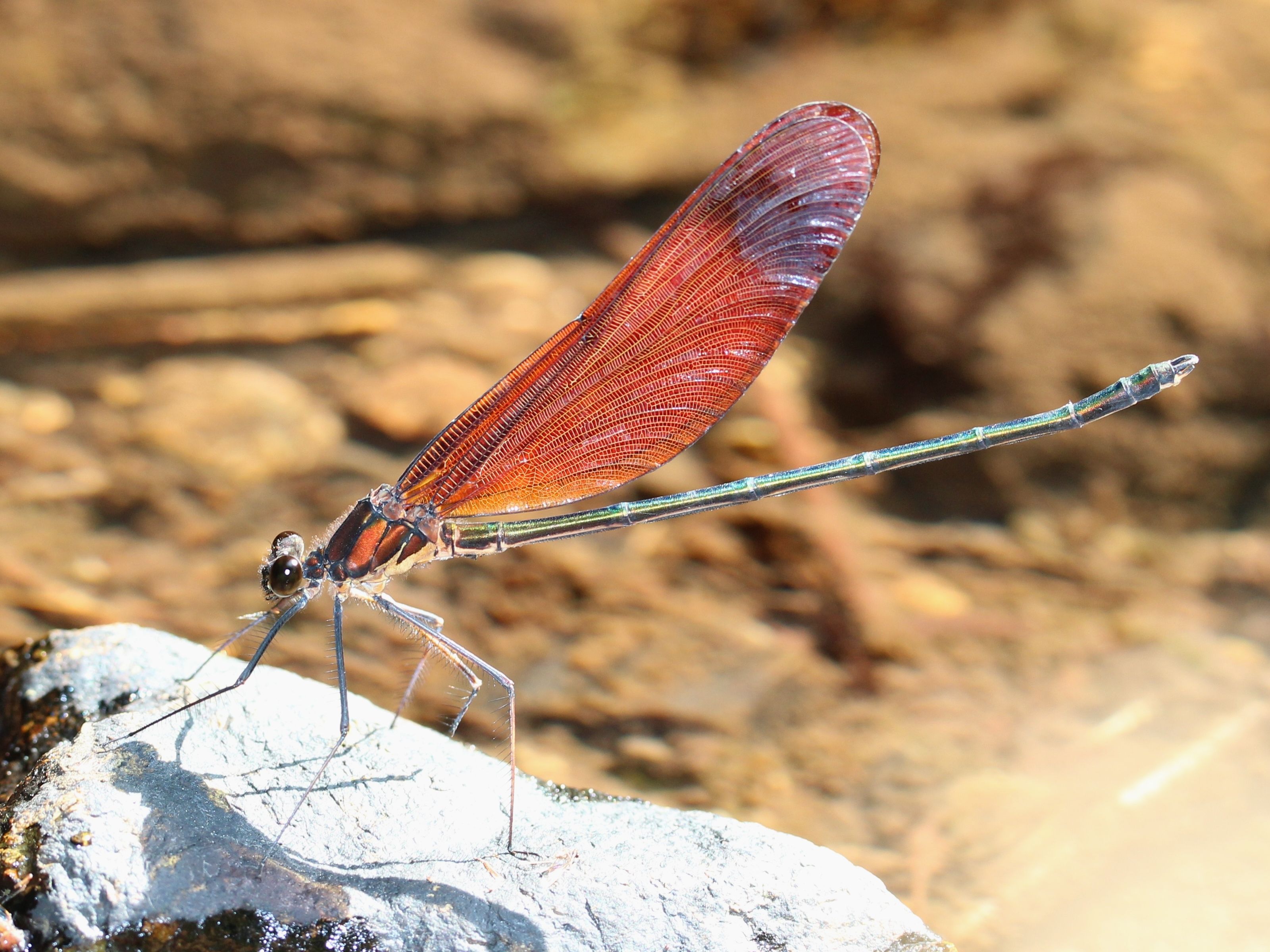
Calopteryx cornelia
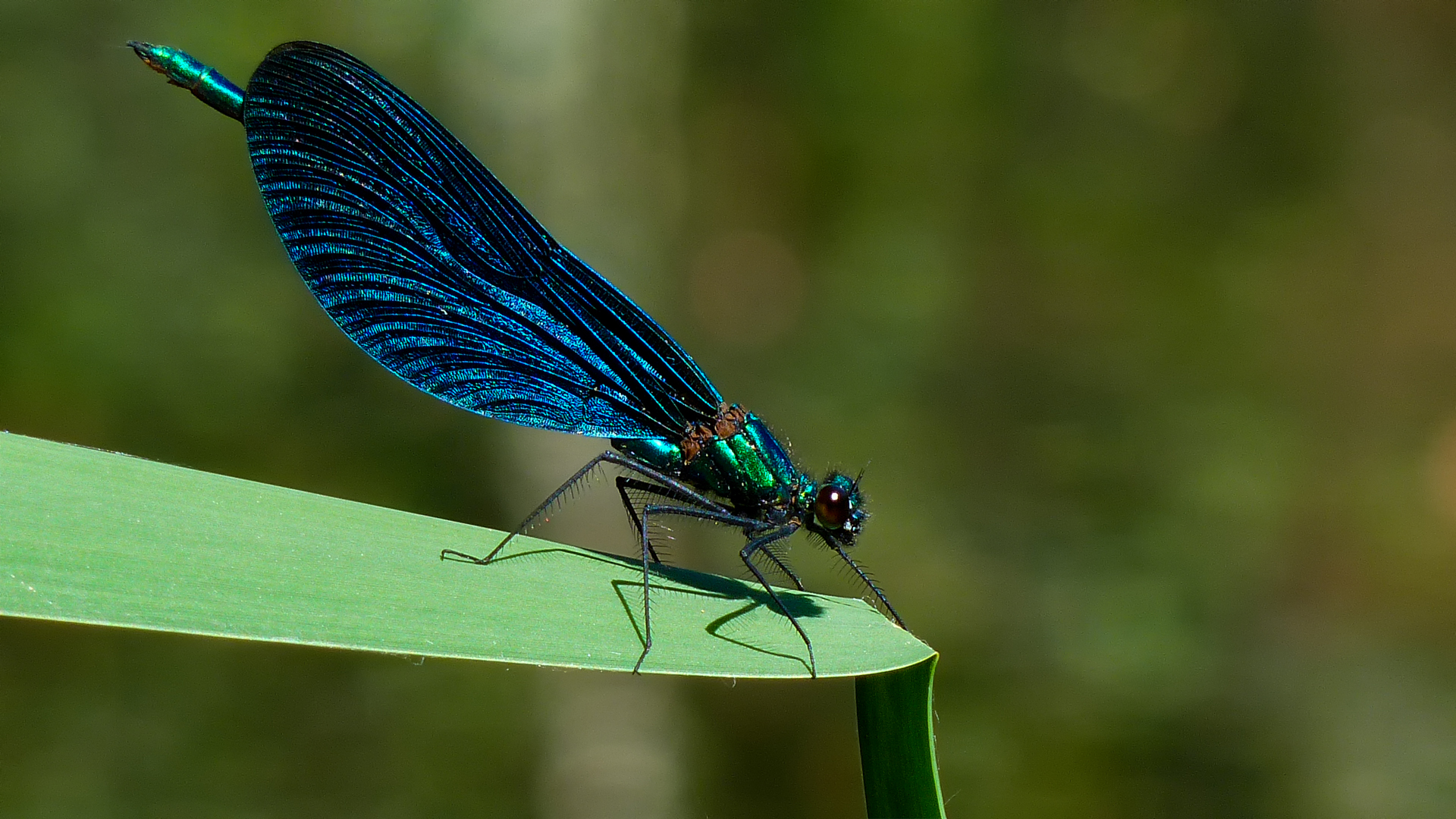
Calopteryx virgo
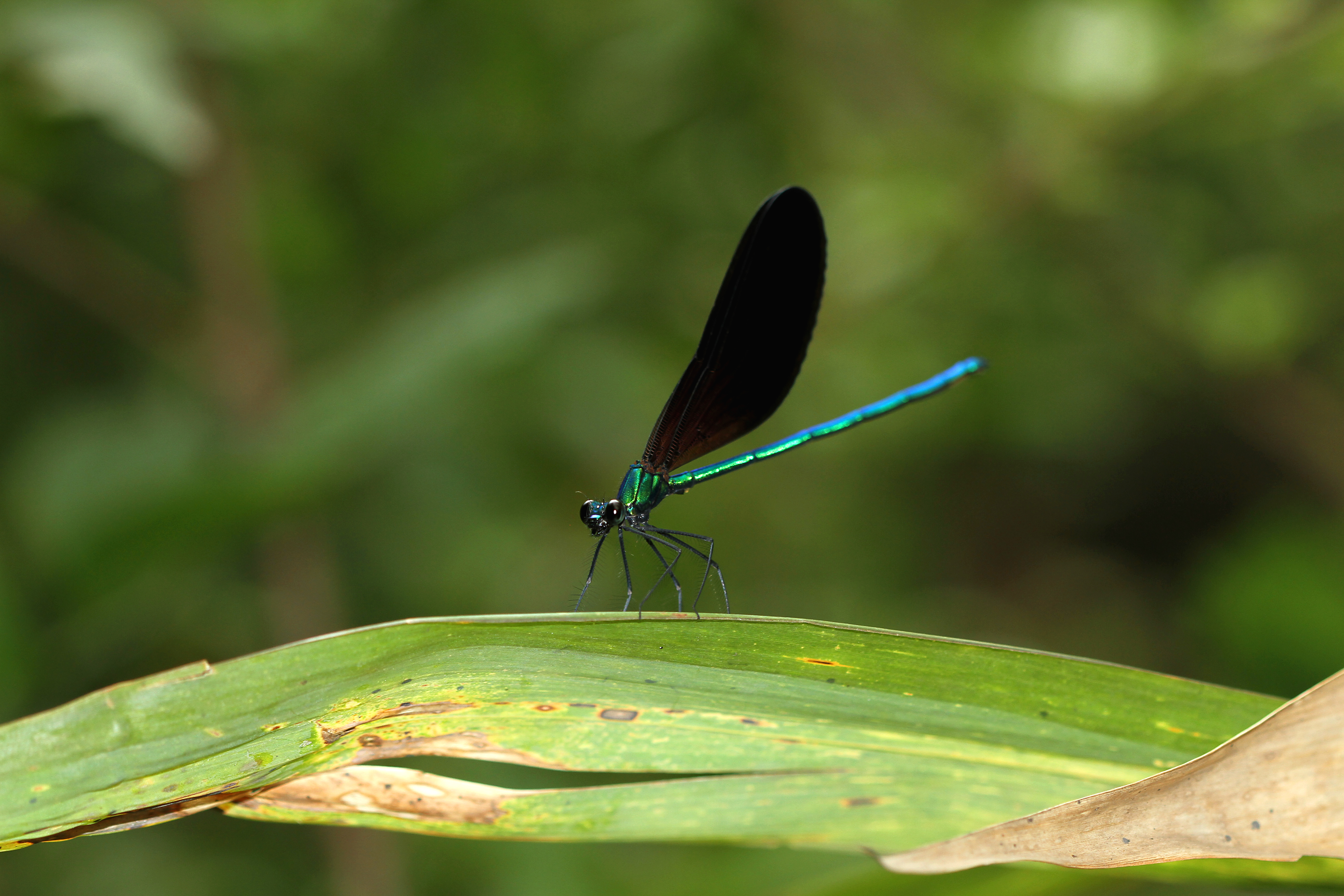
Matrona nigripectus
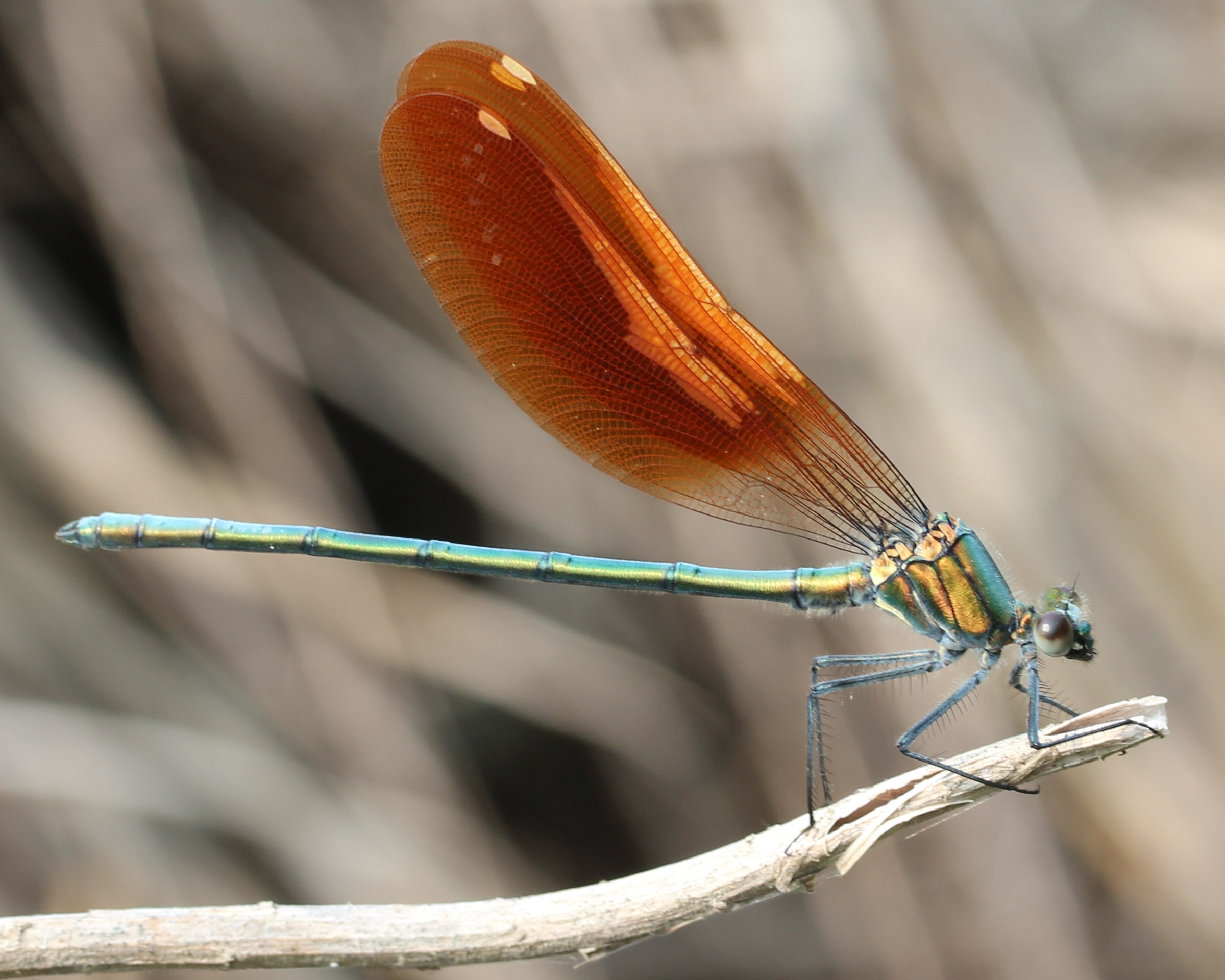
Mnais costalis
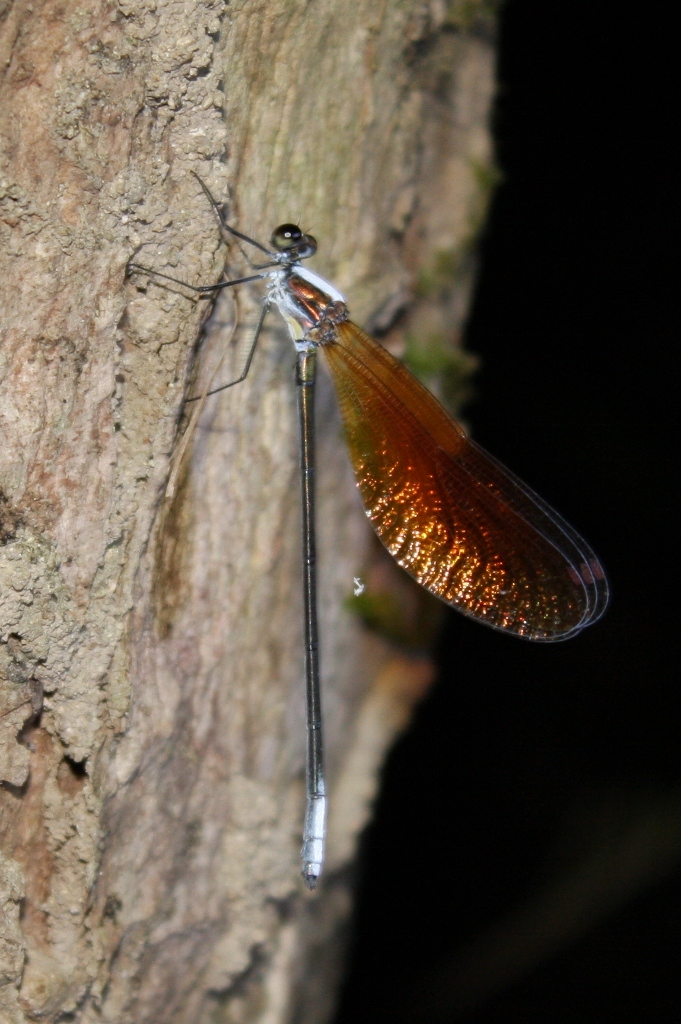
Mnais mneme
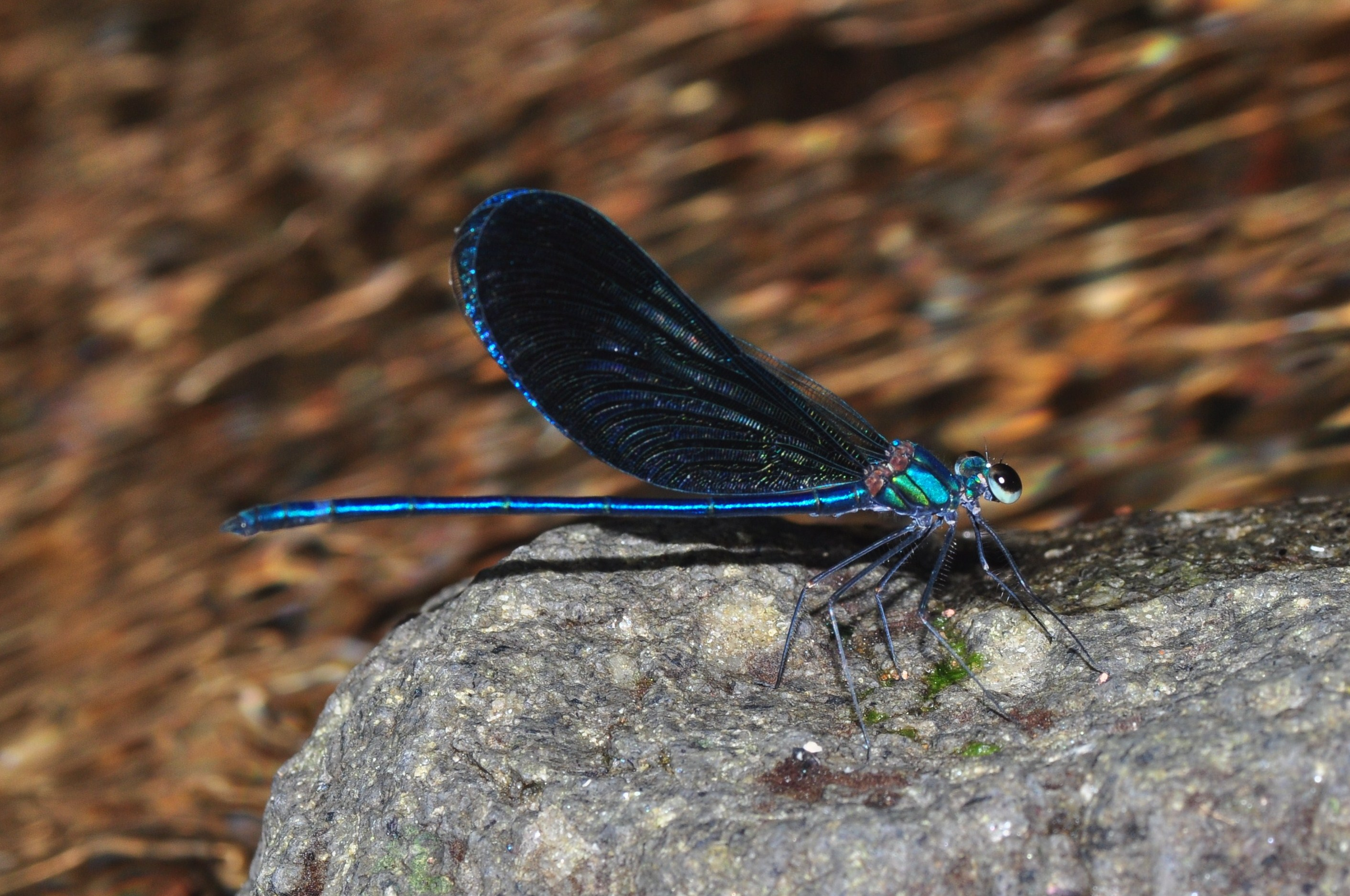
Neurobasis kaupi
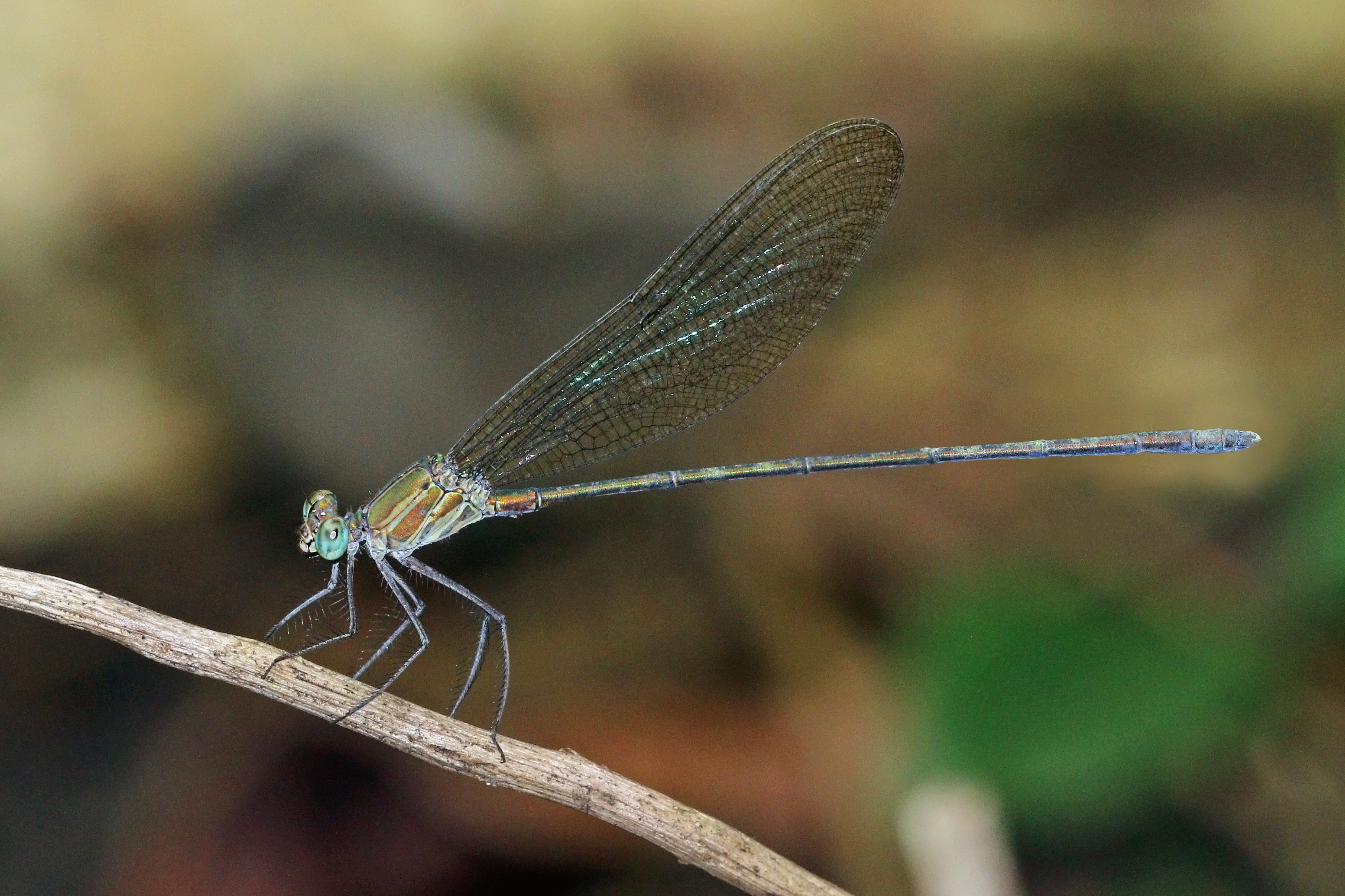
Phaon iridipennis